# Tordenskjoldsgade (Aarhus)
 Der er flere lokaliteter med dette navn, se Tordenskjoldsgade.
Tordenskjoldsgade i det nordlige Aarhus er en central handelsgade på Trøjborg, beliggende mellem Trøjborgvej og Skovvangsvej. Foruden mode-, delikatesse- og livsstilsbutikker indeholder gaden flere restauranter og caféer samt Nordisk Film Biografer Trøjborg. Da Trøjborg i gamle dage var et udpræget arbejderkvarter, var gaden bl.a. domineret af bagere, købmænd, fiskehandlere, og slagtere, mens den i nyere tid er blevet mere café- og takeawayfyldt, grundet de mange studerende i bydelen. 
Tordenskjoldsgade er opkaldt efter den danske admiral Peter Wessel (1691-1720), der blev adlet og fik navnet "Tordenskiold". Gaden fik fastlagt sit navn i forbindelse med et møde i Aarhus Byråd den 11. april 1901.